# St. Trinitatis (Legefeld)

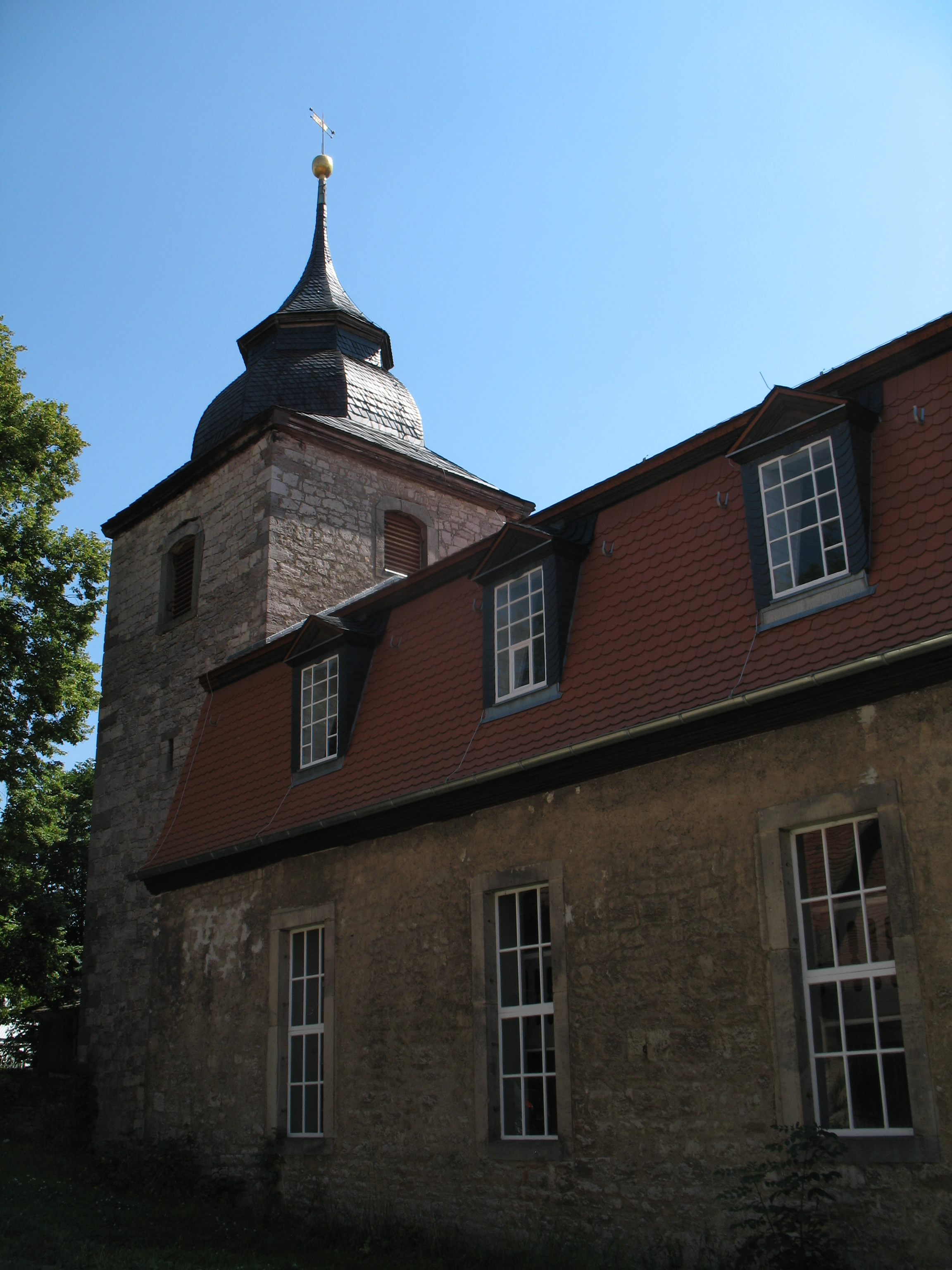
Die Kirche

Die Kirche St. Trinitatis liegt im Ortsteil Legefeld der Stadt Weimar in Thüringen. Die Kirchengemeinde Legefeld gehört zum Kirchengemeindeverband Buchfart-Legefeld im Kirchenkreis Weimar der Evangelischen Kirche in Mitteldeutschland.

## Lage
Die Kirche liegt in der Mitte des ehemaligen Dorfes.

## Geschichte
Die Grundmauern der Kirche stammen aus dem 13. Jahrhundert. Durch einen Brand im Jahre 1788 brannte die Kirche ab und wurde im folgenden Jahr in barockem Stil neu aufgebaut.

## Kirchturm
Der Kirchturm besitzt nur eine Bronzeglocke, die mit einem Seil hinter dem Altar geläutet werden kann.

## Innenraum
Der barock gestaltete Innenraum mit zwei Emporen wurde im Jahre 1980 von Horst Jährling neu gestaltet.
Der besondere hölzerne Kanzelaltar ist malerisch mit Früchten und Ranken und drei stilisierten Kronen geschmückt worden. Die beiden Abendmahlbänke sind für den knienden Empfang des Sakraments bestimmt.

## Orgel
August Witzmann lieferte die Orgel und baute sie 1842 auf. Sie ist noch vollständig erhalten und verfügt über 14 Register, die auf zwei Manuale und Pedal verteilt sind.